# Struthiola tomentosa
Struthiola tomentosa är en tibastväxtart som beskrevs av Gábor Gabriel Andreánszky. Struthiola tomentosa ingår i släktet Struthiola och familjen tibastväxter. Inga underarter finns listade i Catalogue of Life.